# Ленинск (Пермский край)
Ленинск — село в Кудымкарском районе Пермского края. Бывший административный центр упразднённого Ленинского сельского поселения. Располагается у автодороги А153 южнее от города Кудымкара. Расстояние до районного центра составляет 34 км. По данным Всероссийской переписи населения 2010 года, в селе проживало 592 человека (281 мужчина и 311 женщин).

## История
До 1916 года село носило название Верх-Нердва (Верхнердвинское, Потеево) и являлось волостным центром. С 1916 года носило название Питеево. В 1924 году после смерти В. И. Ленина жители на траурном митинге приняли решение переименовать село в Ленинск.

## Население
| 2010 |
| ---- |
| 592  |

По данным на 1 июля 1963 года, в селе проживало 747 человек.